# Eupelops farinosus
Eupelops farinosus är en kvalsterart som först beskrevs av Hercule Nicolet 1855.  Eupelops farinosus ingår i släktet Eupelops och familjen Phenopelopidae. Inga underarter finns listade i Catalogue of Life.